# Sabin Tambrea
Sabin Tambrea (rumænsk: Sabin Țambrea; født 18. november 1984 i Târgu Mureș, Rumænien), er en tysk-rumænsk skuespiller. Han kendes fra bl.a. fra Pigerne fra Berlin og Jack the Ripper.

## Filmografi
- 2007-2008: Disneys Kurze Pause
- 2008: Kai & Kira[1]
- 2009: Shakespeares Sonette[2]
- 2009: Polizeiruf 110 – Der Tod und das Mädchen
- 2010: Kai apkabinsiu tave, Litauen[3]
- 2011: Die Unsichtbare
- 2012: Ludwig II.
- 2013: Tatort – Machtlos
- 2013: Fliehkraft[4]
- 2013: Das große Heft[5]
- 2015: Jesus Cries[6]
- 2015: Ma folie[7]
- 2015: Nackt unter Wölfen
- 2016: Pigerne fra Berlin (sæson 1)
- 2016: Das Geheimnis der Hebamme
- 2016: Tatort – Die Geschichte vom bösen Friederich
- 2016: Der Athen-Krimi – Trojanische Pferde
- 2016: Berlin Station
- 2016: Strawberry Bubblegums
- 2016: Jack the Ripper – Eine Frau jagt einen Mörder
- 2016: Hey Bunny[8]
- 2016: Marie Curie'[9]
- 2017: Bella Block und das Böse
- 2017: Neben der Spur - Sag es tut dir leid[10]
- 2017: Der Mann aus dem Eis
- 2017: Rübezahls Schatz
- 2018: Pigerne fra Berlin (sæson 2)[11]

## Udmærkelser
- 2012: Bayerischer Filmpreis for Ludwig II.
- 2013: New Faces Award for Ludwig II.
- 2013: Daphne-Preis
- 2013: Historical Filmfestival Waterloo for Ludwig II.
- 2013: Deutscher Filmpreis for Ludwig II. (nomineret)